# 押阪忍
押阪 忍（おしざか しのぶ、1935年〈昭和10年〉2月28日 - 2024年〈令和6年〉6月29日）は、日本のフリーアナウンサー、司会者、タレント、芸能プロモーター。元日本教育テレビ（NETテレビ、現在のテレビ朝日）アナウンサー。

## 人物
岡山県津山市出身。「押阪」姓は飛鳥時代の皇族・押坂彦人大兄皇子がルーツという。岡山県立津山高等学校、立教大学経済学部を卒業した。5人兄弟の末っ子で、上の4人をすべて結核で失い、母親も早くに亡くした。そのため、同大学時代は実父の知人であった出羽海親方（元横綱・常ノ花）の伝手で出羽海部屋の書生を務めており、アナウンサーの中では非常に珍しい苦学生だった。
1958年4月、開局を翌年に控えた『日本教育テレビ』（NETテレビ、現在のテレビ朝日）にアナウンサーとして入社した。アナウンス教育は同年にNHKへ入局した野際陽子や秋山和平とともにNHKで受けている 。1971年に同社を退社後、個人タレント事務所「エス・オー・プロモーション」を立ち上げて独立し、数々のテレビ番組で司会を務め、さらにCMにも出演した。
TBS「日曜劇場」が東芝1社提供で放映された時のタイトルクレジットコールも長年担当した一方で、同番組内では東芝の家電製品のインフォマーシャルも担当し、松下電器（現在のパナソニック）の泉大助、日立の高橋圭三と共に1960年代から1970年代にかけて“家電CMの顔”として親しまれた。また、東芝の1社提供だった日本テレビ「東芝ファミリーホール特ダネ登場!?」の司会や、TBSの「ベルトクイズQ&Q」の3代目司会者としても出演した。ユニリーバ・ジャパンのマーガリン「ラーマ」の1970年代から1980年代に掛けてのCM『奥様インタビュー』のインタビュアーも務めた。近年では、日本テレビ系列で日曜昼に放送された『テレつく!』のどっきり企画で、芸能人に突然クイズを出題する仕掛け人役を務めて評判を呼んだ。
生前は所属事務所の代表取締役会長を務めると共に、CS放送のテレショップ番組の出演とエス・オー・プロモーションが運営するトークアカデミーの塾長として、アナウンサーや司会者の養成が活動の中心になっていた。
2008年12月1日、アナウンサー生活50周年記念の「感謝の集い」を開き、露木茂・徳光和夫・小倉智昭・古舘伊知郎らが出席し、祝福した。
晩年は2009年に大腸がん、2017年に腹部大動脈瘤の手術を受けていたが活動を継続し、2017年にはNHKテレビ朝の連続テレビ小説『ひよっこ』に劇中のクイズ番組の司会者役で出演するなど、生涯にわたりアナウンサーとして活動した。
死去の前年から療養を続けてきたが、2024年6月29日、老衰のため、死去した。89歳没。訃報は同年7月8日にエス・オー・プロモーションより公表された。

## 家族
妻は同じくフリーアナウンサーでタレントの栗原アヤ子。栗原の病気（スエヒロタケによるアレルギー性気管支肺真菌症）の看病体験を各地で講演する活動も行ってきた。また自らの出身地・津山市の観光親善大使としても活動し岡山県内のテレビ番組などでPR活動も行っていた。このほか、夫婦一緒にテレビ出演も果たした。長男の押阪雅彦はエス・オー・プロモーションの社長を務める傍ら、クラブDJのDJ OSSHYとしても活動している。2018年6月4日（月曜日）に古巣のテレビ朝日から放送された『徹子の部屋』では、家族3人による番組共演が初めて実現した（雅彦は「DJ OSSHY」名義で出演）。

## 出演

### テレビ
報道・情報番組
| 期間         | 期間          | 番組名                           | 役職             |
| ------------ | ------------- | -------------------------------- | ---------------- |
| 1978年1月6日 | 1980年3月30日 | プロ野球ニュース（フジテレビ）   | 休日版キャスター |
| 1981年4月    | 1982年3月     | おはようテレビ朝日（テレビ朝日） | 司会             |
| 1981年4月4日 | 時期不明      | すこやかさん（フジテレビ）       | ナビゲーター     |
| 1991年4月7日 | 時期不明      | 信州2230TV（テレビ信州）         | 司会             |

バラエティ・クイズ関連・中継担当番組・その他
- スポーツ中継実況（日本教育テレビ）
- ベルトクイズQ&Q[7]（TBS） - 3代目司会。
- 東芝ファミリーホール特ダネ登場!?[8]（日本テレビ）
- 三波伸介の家族そろって三つの歌（日本テレビ）- 家族で出演。
- マチャアキ!するぞー びっくり大喜劇（フジテレビ） - 改題後の司会者。
- メロディアタック[9]（朝日放送・1977年10月 - 1979年6月） - 初代司会。
- 謎のカーテン!?[8]（日本テレビ）
- いい旅、ときめき本線～チャレンジ20000km～（フジテレビ・1980年 - 1981年）
- 日本全国ひる休み（フジテレビ） - 妻の栗原アヤ子と。
- オールスター家族対抗歌合戦（フジテレビ） - 大村崑一家とは仲良しファミリー。
- 一発逆転!!げんてんクイズ（読売テレビ） - 初代司会者。
- ちびまる子ちゃん（フジテレビ） - 「おじいちゃんベルトクイズに出る」の巻(後編)（1991年5月、72話）に本人役で声の出演。
- たけし・逸見の平成教育委員会（フジテレビ）
- いつみても波瀾万丈（日本テレビ）
- 土曜スペシャル（テレビ東京）
- ひよっこ（NHK総合 連続テレビ小説。第116話〈2017年8月15日放送〉） - クイズ番組司会者（押坂忍・本人役） 役[10] [3]
- マカオ特別行政区成立20周年特別企画「旅遊歩 ぐるっとマカオ」（BSフジ、前編（2019年11月17日）・後編（2019年11月21日））

### 映画
- あげまん（1990年、東宝） - 医者（犬飼の弟）役

### ラジオ
- 東芝ワイドワイドサンデー（ニッポン放送）
- 押阪忍のさわやかラジオ（ラジオ日本）[1]
- CLUB DE TOKIO（J-WAVE）
- INTER VALUE（Inter FM）
- ワンポイント・フィットネス（JFN、1992年～2023年）
- いとしのオールディーズ（2010年1月8日、NHKラジオ第1放送）
- 元気いきいき 長生きラジオ（2014年9月15日、ニッポン放送とラジオNIKKEIの共同製作）

### CM
- 東芝
- ラーマ（ユニリーバ）
- 全温度チアー（P&G）
- 小林脳行（ナレーション）
- はるやま
- 全国優良石材店の会
- ブルックボンド（ティーバッグ紅茶）
- エールフランス（フランス・スキーツアー）
- 大山ハウジング（妻の栗原アヤ子とともに出演）

## 著書
- ことばの宝箱（2007年、PHP研究所）